# Pascal Maitre
Pascal Maitre est un reporter et photographe français, né en 1955 à Buzançais (Indre).

## Biographie
Pascal Maitre est le fils et petit-fils d’un maréchal-ferrant berrichon. Son oncle, un soldat américain, lui offre un Rolleiflex Baby 4×4. Lycéen, il est un habitué du photo club de son établissement. Il entreprend des études de psychologie, et voyage grâce à l’argent qu’il gagne comme surveillant dans un collège en Inde, en Afghanistan, au Pérou, en Bolivie. Il en rapporte des diapositives qu’il projette à son retour. En troisième année de psycho, il met fin à ses études et effectue son service militaire à l’ECPA, le service photo des armées. Il présente au Prix Niépce 1979 les photos prises pendant ses classes à Fontainebleau sans remporter le prix, mais elles sont publiées sur vingt pages dans la revue Le Photographe.
Amin Maalouf qui est alors le rédacteur en chef du magazine Jeune Afrique  le remarque et il commence à travailler pour cette revue en 1979. Son premier reportage documentait sur la guerre du Polisario au Maroc, suivi par d’autres au Rwanda, au Burundi, en Guinée équatoriale.
À partir de 1984, il rejoint l’agence Gamma, et co-fonde l’agence Odyssey Images en 1989. De 1994 à 2018, il est membre de l‘agence Cosmos. Il retourne à de nombreuses reprises en Afghanistan pour couvrir l’invasion russes. Il rencontre le commandant Massoud une première fois en 1992, à Kaboul.
Pascal Maitre a travaillé avec de nombreuses publications internationales, en France (Géo, Paris Match, Le Figaro Magazine, L’Express, ELLE), et à l’étranger (Geo et Stern en Allemagne, National Geographic aux Etats-Unis).
Dans plus d’une quarantaine de pays, il aborde les multiples facettes du continent africain : les hommes et leur mode de vie, la politique et les conflits, les traditions.
L’Afrique reste son terrain de prédilection, mais il a aussi réalisé de nombreux reportages sur d’autres zones du monde : Proche Orient, Amérique du Sud, Sibérie...
Son travail a été exposé deux fois à la Maison Européenne de la Photographie et une dizaine de fois au festival international de photojournalisme Visa pour l’image.
Pascal Maitre qui utilisait du film Kodachrome 200 jusqu'à l'arrêt de sa fabrication en 2010, travaille maintenant en numérique. Il est représenté en France par l’agence MYOP et à l’étranger par l’agence Panos Pictures.

## Expositions
Liste non exhaustive
- 2005 : D’un Continent l’Autre, Visa pour l’image, Perpignan[5]
- 2008 : Une sainte dans l’enfer des Grands Lacs, Visa pour l’image, Perpignan[5]
- 2009 : Somalie, le pays abandonné de tous, Visa pour l’image, Perpignan[5]
- 2013 : Kinshasa magique. Entre artistes, chaos et traditions, Visa pour l’image, Perpignan[5]
- 2014 : Afrique(s). Maison européenne de la Photographie, Paris[1],[3]
- 2015 : Fleuve Congo : reportage au cœur d'une légende, Visa pour l’image, Perpignan[5]
- 2018 : Seulement humains, Grande arche de la Défense[2],[4]
- 2019 : Sahel en danger – Une bombe à retardement, Visa pour l’image, Perpignan[6]
- 2022 : Baobab, Galerie XV, 15 rue de seine, Paris
- 2023 : "Métropolis" à La Gacilly (morbihan)

## Publications
Liste non exhaustive
- La France du rugby, de Michel Maliarevsky, photos de Pascal Maitre, Editions du Panama, 2006,  (ISBN 978-2755700633)
- Madagascar, voyage dans un monde à part, de Michael Stuhrenberg, Éditions Vents de Sable 2001  (ISBN 978-2913252035)
- Au cœur de l’Afrique, textes de Jean-Claude Nouvelière, préface de Calixthe Beyala. Vents de Sable éditions. 2001, 159 p.  (ISBN 978-2913252059)
- Sahara, L'économie du rien, de Michael Stuhrenberg, Actes Sud, 2006,  (ISBN 978-2742762729)
- Incroyable Afrique, R&Co, 2012  (ISBN 978-2363890085)
- Amazing Africa, Éditions Lammerhuber, 2013,  (ISBN 9783901753411)
- Baobab : L’arbre magique, Éditions Lammerhuber, 2017,  (ISBN 978-3903101265)
- Quand l’Afrique s’éclairera, texte de Jean-Marc Gonin, Antique Collector's Club, 2017.  (ISBN 978-3903101487)
- Baobab Beau Livre Layflat édition limitée à 100 exemplaires, Collections des Photographes Editions, 2022

## Récompenses et distinctions
- 1987 : World Press Photo Contest, Daily Life, Stories, Honorable mention[7].
- 2010 : Photojournalism National Magazine Award USA[3],
- 2010 : Picture of the Year International[3]
- 2011 : Picture of the Year International[3]
- 2011 : Awards for Reporting on the Environment[3],
- 2013 : Prix International Planète Albert Khan[3],
- 2015 : Visa d’or d’honneur du Figaro Magazine[5],
- 2020 : Prix Marc Ladreit de Lacharrière – Académie des beaux-arts pour son projet Les Peuls. Du retour de l’identité au risque djihadiste[8].